# Садове (Мелітопольський район)

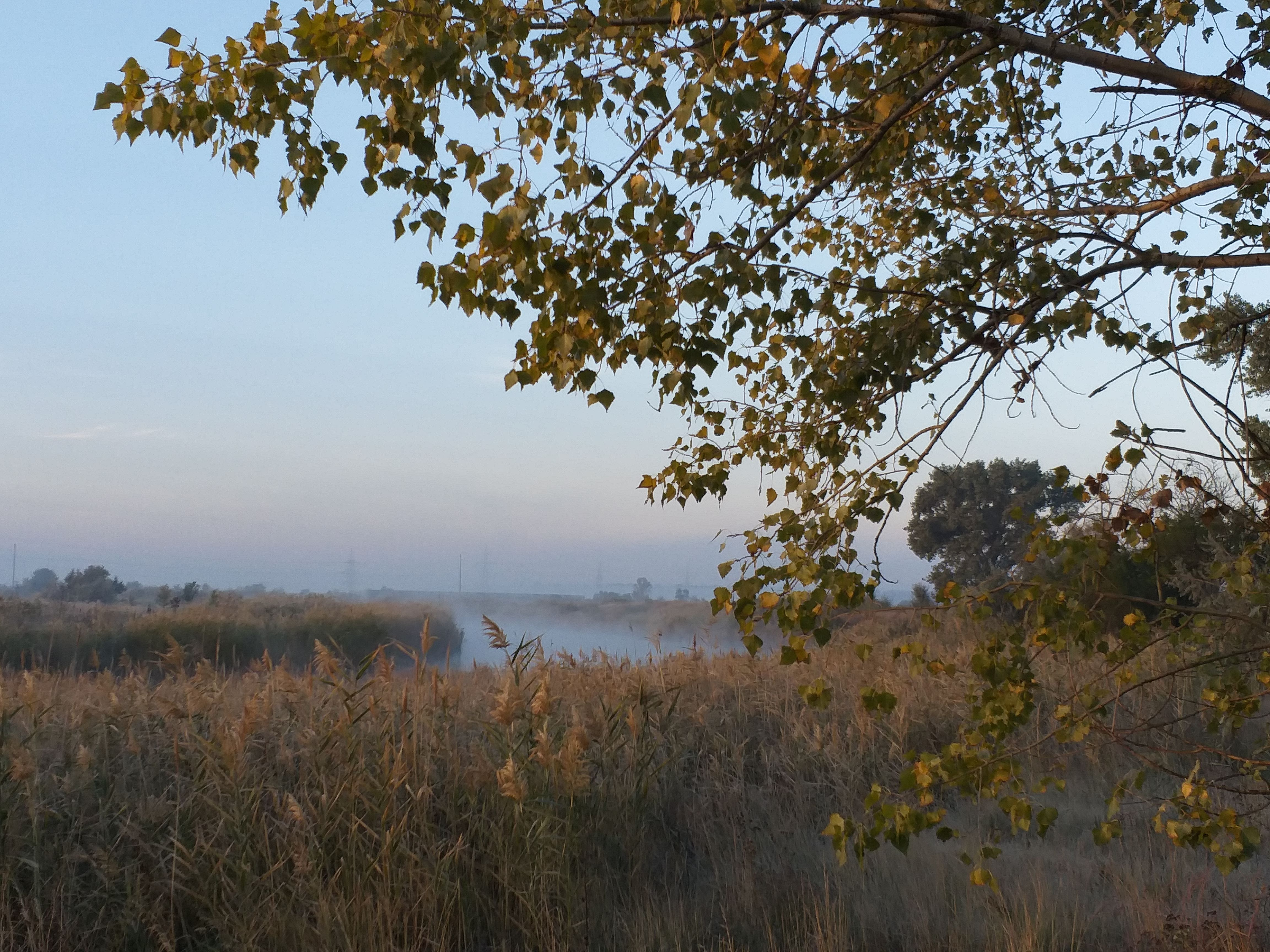
Мальовничі види с. Садове

Садове — селище в Україні, у Мелітопольському районі Запорізької області. Входить до складу Новенської селищної громади. Населення становить 640 осіб. Орган місцевого самоврядування - Новенська сільська рада.

## Географія

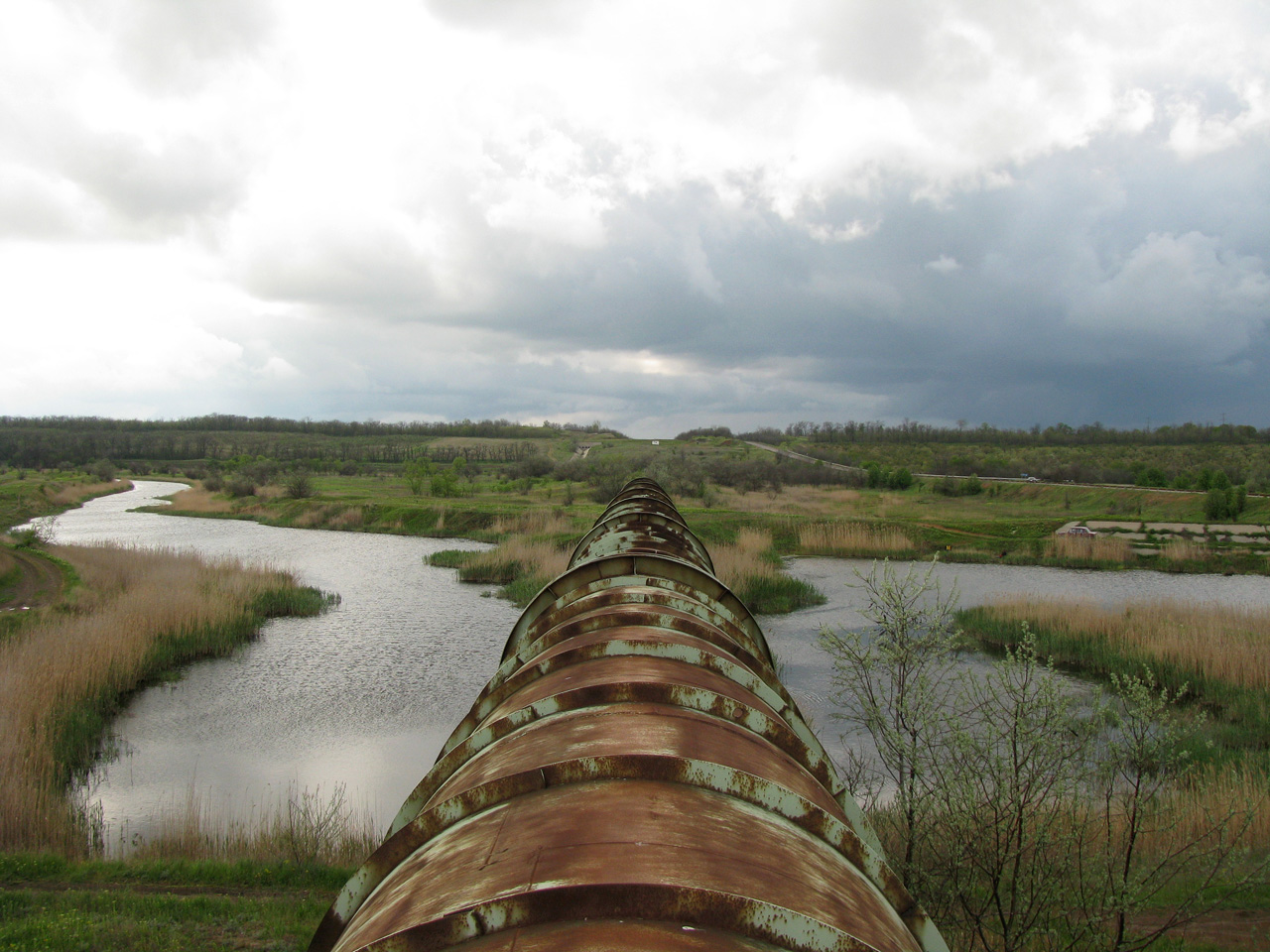
Труба, по якій канал Р-9 повинен був перетинати Молочну річку на околиці села. Канал не був добудований. Він закінчується на пагорбі в центрі фотографії.

Селище Садове знаходиться на правому березі річки Молочна, вище за течією примикає місто Мелітополь, на протилежному березі — село Костянтинівка. Річка в цьому місці звивиста, утворює лимани, стариці і заболочені озера. Поруч проходить автомобільна дорога М14 (E58). Паралельно їй йде зрошувальний канал Р-9, який закінчується недалеко від Садового. Селище оточене великими садами.

## Населення

### Мова
Розподіл населення за рідною мовою за даними перепису 2001 року:
| Мова       | Кількість | Відсоток |
| ---------- | --------- | -------- |
| російська  | 559       | 87.34%   |
| українська | 80        | 12.50%   |
| болгарська | 1         | 0.16%    |
| Усього     | 640       | 100%     |

## Економіка
Вирощування зернових, соняшнику, плодових культур (черешня, абрикоса, персик, слива, яблука, тощо)  та культивування екзотичних грибів, зокрема гливи-плеврот.
- «Марія», ТОВ.

## Об'єкти соціальної сфери
- Початкова школа. Садовська загальноосвітня школа I ступеня розташована за адресою: вул. Західна, 42. У школі 4 класи, 17 учнів і 8 співробітників. Мова навчання українська. Директор — Лазуткіна Наталія Георгіївна[2]. Школа була побудована в 1960 році за типовим проектом. Випускники Садовської початкової школи продовжують навчання в школах Мелітополя.[3].
- Клуб [3].

## Пам'ятки
- У Садовому знаходиться бліндаж, де в жовтні 1943 року був спостережний пункт 54-го стрілецького корпусу під командуванням генерал-лейтенанта Т. К. Коломійця.